# ON-Line System
oN-Line System (NLS) – system przeznaczony do współpracy, zaprojektowany w latach 60. przez Douglasa Engelbarta i badaczy z Augmentation Research Center w Stanford Research Institute. System ten jako pierwszy praktycznie wdrażał łącza hipertekstowe, mysz komputerową (wynalezioną przez Engelbarta i Billa Englisha), monitor, okna, prezentacje komputerowe i inne nowoczesne pomysły. System był finansowany przez ARPA, NASA i U.S. Air Force.
NLS był zaprojektowany do pracy na maszynie Scientific Data Systems SDS 940 z 96 MB pamięci dyskowej. Mógł pracować jednocześnie na 16 stacjach roboczych z monitorami, trójklawiszową myszą i klawiaturą akordową. Informacja wprowadzana z klawiatury była przenoszona do specjalnego podsystemu, który przekazywał ją szyną do kontrolerów i generatorów wyświetlania. Wprowadzony tekst był przesyłany do 5-calowej lampy obrazowej (CRT) zamkniętej pod specjalną pokrywą a nałożony obraz był pobierany przez czarno-białą kamerę telewizyjną. Informacja z kamery była ostatecznie wyświetlana na monitorze każdej ze stacji roboczych. 
NLS został ukończony pod koniec 1968 r. i w poniedziałek 9 grudnia zademonstrowany na konferencji  Fall Joint Computer Conference w San Francisco grupie około 1000 specjalistów z dziedziny informatyki. Pokaz ten zyskał miano "The Mother of All Demos", jako że pokazał funkcje w sposób nigdy przedtem nie demonstrowany. System połączono za pomocą wydzierżawionej linii telefonicznej z Menlo Park w Kalifornii, gdzie zgromadzili się członkowie ARC, i demonstrowano go na dużym ekranie projekcyjnym - prezentację prowadził Douglas Engelbart.
Jedną z najbardziej rewolucyjnych cech NLS był Journal, opracowany w 1970 r. przez Davida Evansa, jako część jego pracy doktorskiej. Był to program do pracy grupowej, oparty na hipertekście, który można uznać za protoplastę wszystkich współczesnych, bazujących na serwerze, systemów do wspólnego opracowywania dokumentów, jak dzisiejsze Wiki. Był używany przez członków ARC do dyskusji nad rozmaitymi technicznymi kwestiami. Większość dokumentów zapisanych za pomocą Journal zachowało się w postaci papierowej i są one dostępne w archiwach Stanford University.
Upadek NLS, a potem i Augmentation Research Center (w 1976 r.), był spowodowany trudnością obsługi programu, który nie był projektowany pod kątem ergonomii interfejsu. Wymagał od użytkownika nauczenia się skomplikowanych poleceń, klawiatura akordowa wymagała opanowania 5-bitowego kodu binarnego. Wreszcie z nadejściem ARPANET współdzielone oprogramowanie, które było praktyczne w niewielkich zespołach, stało się niepraktyczne w większych sieciach; zostało ono zastąpione pracą na minikomputerach, a potem mikrokomputerach. Próby przeniesienia NLS do innego systemu, jak PDP-10, a potem DEC 20, były udane, ale nie przyniosło to sukcesu samemu systemowi poza Stanford. Technologia hipertekstu była dostępna w ARPANET od samego początku, chociaż w ograniczonym zakresie, gdyż większość systemów nie miała jeszcze myszy.
Wielu badaczy ze Stanfordu opuściło zespół, niektórzy przenieśli się do Xerox PARC, zaś SRI sprzedał system NLS firmie Tymshare, która w 1977 r. przemianowała go na Augment, z kolei Tymshare została zakupiona na początku lat 80. przez McDonnell Douglas. Program HyPerform, sprzedawany przez NDMA, jest potomkiem NLS/Augment.